# Anthony Tyson
John Anthony Tyson, auch J. Anthony Tyson (* 1940) ist ein US-amerikanischer Physiker.
Tyson erhielt den Ph. D. an der University of Wisconsin im Jahre 1967. Anschließend war er von 1969 bis 1985 Mitglied im Technical Staff bei den AT&T Bell Laboratories. 1985 wurde er Distinguished Member Technical Staff (Position für erfahrene Ingenieure in US-amerikanischen Großunternehmen) bei den Bell Laboratories bis 2003 und ist seitdem Professor an der University of California, Davis. Er war ferner Direktor des Large Synoptic Survey Telescope.
Seine Forschungsschwerpunkte sind Kosmologie, Dunkle Materie, Dunkle Energie, beobachtende optische Astronomie, experimentelle Gravitationsphysik und neue Instrumente.

## Auszeichnungen
- 1984: Elected Fellow, American Physical Society
- 1985: IR 100 Award, Industrial Research
- 1996: Aaronson Memorial Prize
- 1997: Elected Fellow, American Academy of Arts and Sciences
- 1997: Wahl in die National Academy of Sciences
- 1998: Scott Lecturer, Cavendish Laboratory, Cambridge University
- 1998: Hon. D.Sc., University of Chicago
- 1999: APS Centennial Speaker
- 2000: Wahl in die American Philosophical Society
- 2022: Benennung eines Asteroiden nach ihm: (179223) Tonytyson